# Ненашкино (Ненашкинское сельское поселение)
У этого термина существуют и другие значения, см. Ненашкино - деревня в Клепиковском районе
Ненашкино — посёлок в России, расположен в Клепиковском районе Рязанской области. Является административным центром Ненашкинского сельского поселения.

## Географическое положение
Посёлок Ненашкино расположен присмерно в 4 км к северо-западу от центра Спас-Клепиков. Ближайшие населённые пункты — село Ушмор к северу, деревня Батыково к востоку, деревня Ненашкино к югу и деревня Ушмор к западу.

## История
Ненашкино основано во второй половине XX века как посёлок при торфоразработках.

## Население
| 1859 | 1906 | 2010 |
| ---- | ---- | ---- |
| 137  | ↗174 | ↘90  |

## Транспорт и связь
Посёлок находится близ трассы Р105 с регулярным автобусным сообщением.
В посёлке Ненашкино имеется одноимённое отделение почтовой связи (индекс 391044).